# Niklas Hansson
Niklas Hansson, född 5 april 1987, är en svensk före detta fotbollsspelare som spelade som försvarare. Han tvingades 2010 sluta med fotboll på grund av skadebekymmer.

## Meriter
- Juniorlandskamper: 3 matcher